# توماس فاولر (مهندس معماري)
توماس فاولر هو مهندس معماري كندي، ولد في 8 مارس 1823 في باث في المملكة المتحدة، وتوفي في 28 سبتمبر 1898 في أوتاوا في كندا.